# Blood on the Dance Floor (banda)
Blood on the Dance Floor é uma banda de música eletrônica estadunidense formada por Dahvie Vanity e Jayy Von Monroe. A banda é originária de Orlando, Flórida, mas atualmente baseia-se em Phoenix, Arizona. O grupo auto-lançou seus dois primeiros álbuns de estúdios, Let's Start a Riot e It's Hard to be a Diamond in a Rhinestone World em 2008 e o seu quarto All the Rage! em 2011. Em 2010, assinaram um contrato com a Dark Fantasy Records, que distribuiu Epic(2010), Evolution (2012).

## Discografia
Álbuns
- (2008): Let's Start a Riot
- (2008): It's Hard to be a Diamond in a Rhinestone World
- (2010): Epic
- (2011): All the Rage!
- (2012): Evolution
- (2013): Bad Blood
- (2014): Bitchcraft

Extended plays (EP)
- (2009): I Scream I Scream
- (2009): OMFG Sneak Peak
- (2009): Extended Play
- (2012): Clubbed To Death!
- (2012): Anthem Of The Outcast

Compilações
- (2008): Radio Edit
- (2010): Lest We Forget the Best of BOTDF
- (2012): The Legend of Blood on the Dance Floor

Álbuns de remixes
- (2012): Epic: The Remixes